# Cosnac
Cosnac település Franciaországban, Corrèze megyében. Lakosainak száma 3042 fő (2022. január 1.). Cosnac Brive-la-Gaillarde, La Chapelle-aux-Brocs, Dampniat, Jugeals-Nazareth, Lanteuil, Malemort és Turenne községekkel határos.

## Népesség
A település népességének változása:
| Lakosok száma | 592  | 1452 | 1962 | 2788 | 2965 | 2978 | 2981 | 2974 | 3010 | 3042 |
|               | 1968 | 1982 | 1990 | 2006 | 2013 | 2015 | 2017 | 2019 | 2020 | 2022 |